# Neodasyscypha cerina

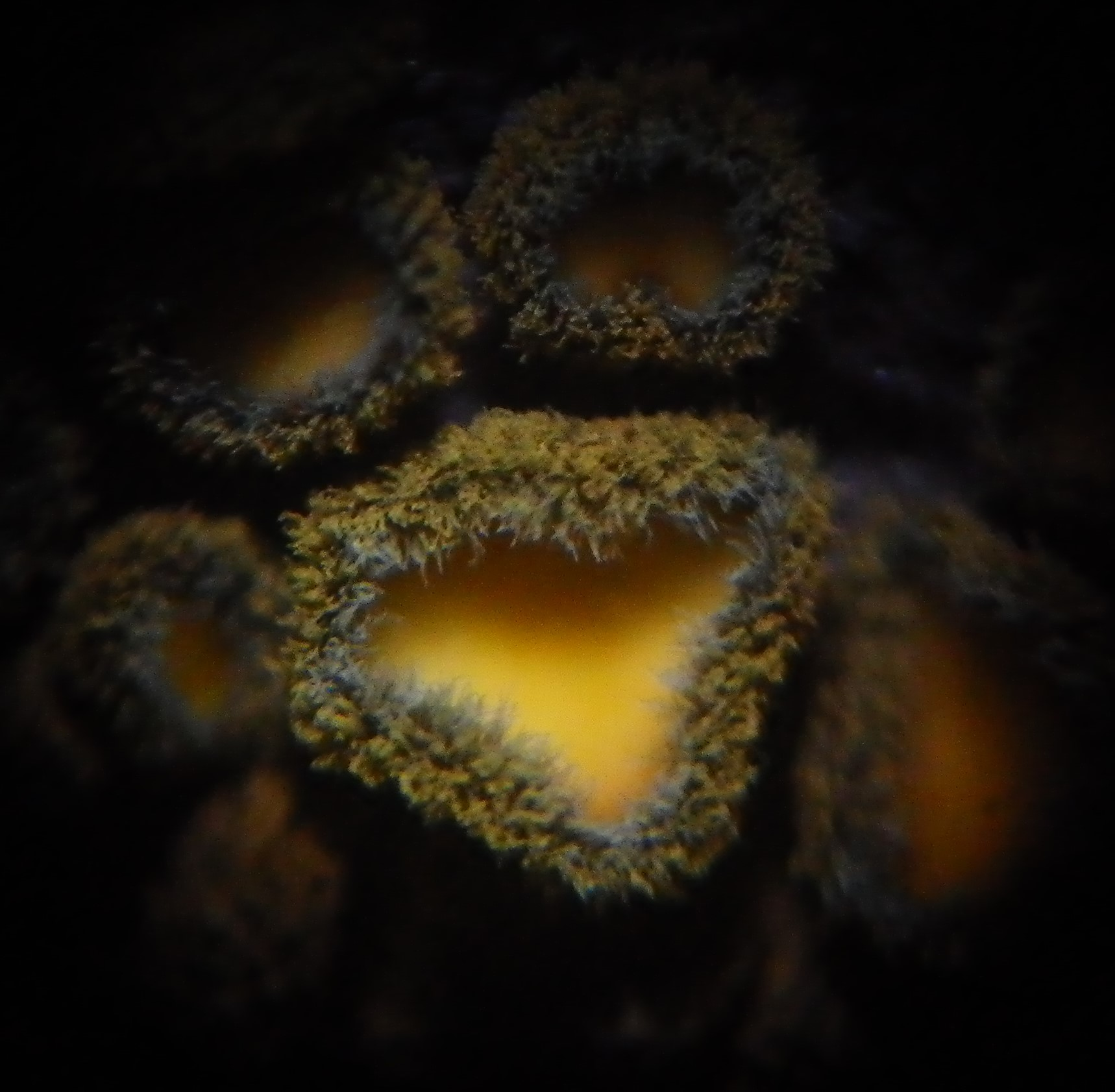

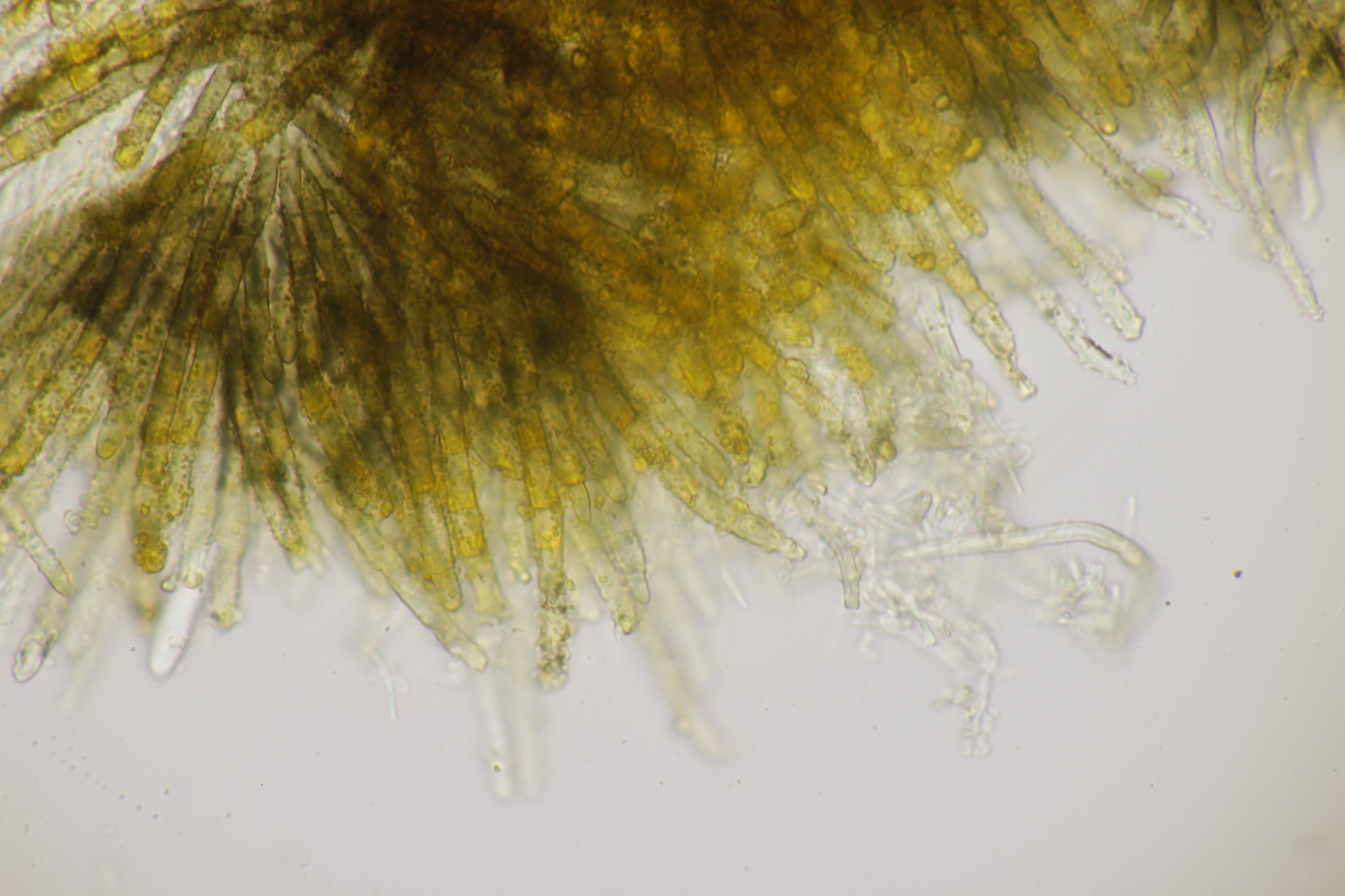
Worki z zarodnikami

Neodasyscypha cerina (Pers.) Spooner – gatunek grzybów z rodziny Lachnaceae.

## Systematyka i nazewnictwo
Pozycja w klasyfikacji według Index Fungorum: Neodasyscypha, Lachnaceae, Helotiales, Leotiomycetidae, Leotiomycetes, Pezizomycotina, Ascomycota, Fungi.
Po raz pierwszy gatunek ten opisał w 1796 r. Christiaan Hendrik Persoon, nadając mu nazwę Speziza cerina. Obecną nazwę nadał mu Brian Martin Spooner w 2005 r.
Ma 22 synonimy. Niektóre z nich:
- Belonidium cerinum (Pers.) Raitv. 1970
- Lachnum cerinum (Pers.) Morgan 1902
- Neodasyscypha cerina (Pers.) Spooner 1987
- Perrotia cerina (Pers.) Svrček 1962
- Trichodiscus cerinus (Pers.) Kirschst. 1939[2].

## Morfologia
Na podłożu tworzy owocniki typu apotecjum o średnicy 0,5–1,5(2) mm średnicy, początkowo kuliste, po dojrzeniu otwarte, miseczkowate, ale po wysuszeniu znów zamknięte, osadzone na niewielkim trzonku. Hymenofor na wewnętrznej stronie miseczki, w kolorze wosku, żółtawo-brązowy, czerwono-brązowy do ciemnobrązowego, jałowa strona zewnętrzna płowa do ciemnobrązowej, owłosiona. Trzon o wysokości do 0,25 mm.
Cechy mikroskopowe
Worki o kształcie od cylindrycznego do maczugowatego, lekko zwężające się w kierunku podstawy, z 8 nieregularnie dwurzędowymi zarodnikami, z amyloidalnymi porami wierzchołkowymi, 40–60 × 3,5–5(7) µm. Parafizy wąsko lancetowate do wrzecionowatych, przewyższające worki, z żółtawymi granulkami o średnicy 2–3 µm. Zarodniki elipsoidalne do wrzecionowatych, bez przegród, szkliste, 4,5–7,5 × 2–3 µm. Włosy zewnętrzne cylindryczne, wieloprzegrodowe, z nieco pogrubioną ścianą, brązowe, jaśniejszy ku wierzchołkowi, gęsto pokryty ziarnistościami, 70–140 × 3–4 µm.

## Występowanie i siedlisko
Neodasyscypha cerina występuje na całej półkuli północnej, na półkuli południowej podano jego stanowiska na Nowej Zelandii i na południowym krańcu Ameryki Południowej. W Polsce M.A. Chmiel w 2006 r. przytoczyła 5 stanowisk, w późniejszych latach podano następne (jako Lachnum cerinum). Aktualne stanowiska podaje także internetowy atlas grzybów. Znajduje się w nim na liście gatunków zagrożonych i wartych objęcia ochroną.
Nadrzewny saprotrof występujący na leżących na ziemi gałązkach drzew liściastych.